# محمد ترشحاني
محمد عبد الله صالح ترشحاني دبلوماسي فلسطيني من مواليد قطاع غزة. كان مديرًا عامًا في وزارة البريد والاتصالات الفلسطينية عام 1995. وسفيرًا لدولة فلسطين لدى كازاخستان، وألبانيا، وأوزبكستان، وتركمانستان، وطاجيكستان، وقيرغيزستان وأفغانستان.

## الحياة الدبلوماسية
عُين عام 1993 سفيرًا لدولة فلسطين لدى كازاخستان واستمر حتى عام 2005 حيث نُقل ليشغل منصب السفير الفلسطيني لدى ألبانيا والذي ظل فيه حتى عام 2010.
- في 10 أكتوبر 2013، قدم أوراق اعتماده سفيرًا لدولة فلسطين لدى أوزبكستان.[4] واستمر حتى عام 2022.[9]

- في 21 يناير 2014، قدم أوراق اعتماده سفيرًا غير مقيم لدولة فلسطين لدى تركمنستان.[5] واستمر حتى 2017.
- في 8 مارس 2014، قدم أوراق اعتماده سفيرًا غير مقيم لدولة فلسطين لدى طاجيكستان.[6] واستمر حتى 2020.
- في 23 أبريل 2014، قدم أوراق اعتماده سفيرًا غير مقيم لدولة فلسطين لدى قيرغيزستان.[7] واستمر حتى عام 2022.
- في 2 فبراير 2016، قدم أوراق اعتماده سفيرًا غير مقيم لدولة فلسطين لدى أفغانستان.[8] واستمر حتى عام 2022.